# Shingletown
Shingletown es un lugar designado por el censo ubicado en el condado de Shasta en el estado estadounidense de California. En el año 2000 tenía una población de 2,222 habitantes y una densidad poblacional de 34.8 personas por km².

## Geografía
Shingletown se encuentra ubicado en las coordenadas 40°29′46″N 121°51′49″O / 40.49611, -121.86361. Según la Oficina del Censo, la ciudad tiene un área total de 64,1 km² (24,7 mi²), de la cual 64,1 km² (24,7 mi²) es tierra y 0 km² (0 mi²) (0%) es agua.

## Demografía
Según la Oficina del Censo en 2000 los ingresos medios por hogar en la localidad eran de $32,813, y los ingresos medios por familia eran $40,789. Los hombres tenían unos ingresos medios de $50,000 frente a los $26,758 para las mujeres. La renta per cápita para la localidad era de $16,303. Alrededor del 12.6% de la población estaban por debajo del umbral de pobreza.